# روبرت كيوك
روبرت كيوك هوك نين ((بالصينية المبسطة: 郭鹤年; بالصينية التقليدية: 郭鶴年; البينيين: Guō Hènián)،ولد في 6 أكتوبر 1923)، مستثمر ورجل أعمال ماليزي. وفقا لمجلة فوربس، قدرت ثروته ب 12,8 مليار دولار، في مارس 2019، مما يجعله أغني شخص في ماليزيا وصاحب المركز 104 شخص ضمن قائمة الأغنى في العالم. اعتبارا من أبريل 2019، وفقا لمؤشر بلومبيرج للمليارديرات، يتمتع كيوك بثروة قيمتها 18,4 مليار دولار أمريكي، مما يجعله أغني شخص في العالم في المرتبة الثالثة والخمسون.
يخجل كيوك من وسائل الإعلام، كما أن أغلب أعماله يديرها بنفسه أو بأفراد من عائلته. بالإضافة إلي العديد من الشركات في ماليزيا، فإن لشركاته استثمارات في العديد من البلدان في جميع انحاء آسيا. تتنوع اهتماماته التجارية من مزارع قصب السكر، ومصافي السكر وطحن الدقيق وأعلاف الحيوانات والنفط والتعدين والتمويل وفنادق منتجعات شانغريلا والممتلكات والتجارة والشحن والنشر. أكبر مصدر لثروته هو حصته في ويلمار الدولية، أكبر شركة في العالم لتجارة زيت النخيل.

## سيرة شخصية
في 6 أكتوبر عام 1923، ولد كيوك، في جوهور باهرو لعائلة صينيو ماليزيا. في بداية القرن العشرين، انتقل والد كيوك من فوجيان إلي ملايو، الصين. كان روبرت أصغر الأخوة الثلاثة. نشأ كيوك وهو يتحدث بلهجة فوتشو الصينية والإنجليزية واليابانية أثناء احتلال اليابان لمالايا. درس كيوك في معهد رافلز، حيث كان زميل في الدراسية مع لي كوان يو، وكلية اللغة الإنجليزية جوهور باهرو.
وفقا لتصريحات كيوك، بدأ حياته المهنية كصبي مكتب، قبل أن يبدأ أول استثمار له بدعم من أقاربه. خلال فترة الاحتلال الياباني، بين عامي 1942 و1945، بعد تخرجه، أصبح متعاونا وعمل كاتبا في قسم تجارة الأرز في شركة ميتسوبيشي شوجي كايشا الصناعية اليابانية، تحتكر مجموعة من الشركات العسكرية اليابانية في سنغافورة، تجارة الأرز في مالايا خلال فترة الاحتلال. في وقت قصير تمت ترقيته ليصبح رئيس قسم تجارة الأرز. بعد الحرب، أخذ المهارات التي تعلمها من قوة الاحتلال إلى أعمال العائلة في جوهور.
في عام 1948، توفي والد كيوك. في عام 1949، أسس كيوك وشقيقيه وابن عمه شبكة التنمية المستدامة لتجارة السلع الزراعية. بعد استقلال مالايا استمرت علاقة كيوك باليابانيين. في عام 1959، شكلت شركة الأخوة كيوك شركة ملايو للتسويق ولتصنيع السكر مع شريكين يابانيين بارزين. كما جلب العديد من نخبة الملايو المؤثرة في شركته كمديرين ومساهمين، بما في ذلك السياسيين والملوك. في عام 1961، اشتري السكر من الهند بسعر رخيص قبل ارتفاع الأسعار، واستمر في استثمار كثافة معامل تكرير السكر، في وقت واحد أصبح يسيطر علي 80% من سوق السكر الماليزي بإنتاج 1,5 مليون طن، أي ما يعادل 10% من الإنتاج العالمي، لقب نفسه بلقب «ملك سكر آسيا».
في عام 1971، بني كيوك أول فندق شانغريلا في سنغافورة. بينما أتى أول استثمار له في هونج كونج في عام 1977، عندما حصل علي الواجهة البحرية التي تم استصلاحها حديثا تسيم شا تسوي الشرقية، حيث بني فندقه الثاني، كولون شانغريلا. في عام 1993، استحوذت مجموعة كيري في جريدة جنوب الصين الصباحية علي 34,9% من أخبار مؤسسه روبرت مردوخ. في 1 أبريل عام 1993، تقاعد كيوك رسميا من مجموعة كيري.
تمتلك شركات كيوك استثمارات في العديد من البلدان، مثل سنغافورة والفلبين وتايلاند والبر الرئيسي للصين وإندونيسيا وفيجي وأستراليا. من ممتلكاته في الصين 10 شركات تعبئة لزجاجات كوكاكولا وملكية مركز التجارة العالمي في بكين. تشمل مصالح الشحن شركات الشحن الماليزية بيرهاد ومجموعة ترانسميل.
يشهد على نفوذه السياسي أنه تم اختياره كواحد من مستشاري شؤون هونج كونج في الفترة السابقة لنقل سيادة هونغ كونغ، وحصة الأقلية في سيتيك باسيفيك. كما لعب دورًا مهمًا في نقل المعلومات وإقامة الاجتماعات بين الحكومتين الماليزية والصينية مما أدى إلى الاعتراف الدبلوماسي الكامل بالبلدين.
في عام 2007، جمع كيوك بين مزارعه وزيت الطعام والحبوب مع شركة ويلمار الدولية، مما جعله أكبر معالج لزيت النخيل في العالم.
في 31 أكتوبر 2009، أصدرت مجموعة (بيرليس بلانتيشنز بي اتش دي) تحت قيادة روبرت كيوك بيانًا إلى بورصة ماليزيا بأنها قررت التخلص من وحدات السكر لديها إلى جانب الأراضي المستخدمة لزراعة قصب السكر بمبلغ 1.29 مليار رينجيت ماليزي لصالح سلطة استصلاح الأراضي الاتحادية. أدت المبيعات إلى ربح لمرة واحدة للشركة.
في فبراير2014، بدأت شركة باك القابضة للخدمات البحرية التي تتخذ من سنغافورة مقرا لها، عقد محادثات ما قبل الاكتتاب العام مع المستثمرين للإدراج في بورصة سنغافورة لجمع 400 مليون دولار.
يعيش كيوك في خليج المياه العميقة في جزيرة هونج كونج.
في مايو 2018، تم تعيين كيوك في حكومة مهاتير محمد السابعة بجانب تون دايم زين الدين، وتان سري داتوك سيري زيتي أختر عزيز، وتان سري محمد حسن مريكان، وجومو كوامي سوندارام.

## العائلة
تزوج روبرت كيوك مرتين ولديه ثمانية أطفال. في عام 1955، تزوج خون إيان نجل كيوك الأول، من تشينج سوي. خون إيان يحمل شهادة البكالوريوس في الاقتصاد من جامعة نوتنجهام، انجلترا. خون هو نجل روبرت الثاني، ولد عام 1951، هو رئيس مجلس إدارة مجموعة الأخوة كيوك، ويحمل شهادة البكالوريوس من جامعة ماكجيل، كندا. هوي كونج، ابنه روبرت، هي العضو المنتدب والرئيس التنفيذي لجريدة جنوب الصين الصباحية ورئيسة شانغريلا آسيا.
يقيم خون إيان أحد أبناء كيوك، والمسئول عن معظم العمليات اليومية لأعماله حاليا في كوالا لامبور. كيوك خون هونج، ابن شقيقه، رئيس شركة ويلمار الدولية، وواحد من أغني الأشخاص في سنغافورة. كان والد كيوك خون هونج، كيوك هوك سوي، ابن عم أكبر لروبرت كيوك. كيوك منغ رو، ابن شقيقته، يعمل في صناعة الموسيقي بالتجزئة، ويمتلك شركة سوي لي الموسيقية.

### الأخوه
- فيليب كيوك شقيق روبرت كيوك، سفيرا ماليزيا سابق لدي ألمانيا ويوغوسلافيا وهولندا وبلجيكا ولوكسمبورج والدنمارك. تزوج فيليب من إيلين كيوك ولديه ابنان وابنتان.
- وليام كيوك، شقيق روبرت الثاني، في عام 1952، كان عضوا في الحزب الشيوعي المالايوي وقتل خلال الطوارئ المالايوية عام 1952.[17][12]

## وصلات خارجية
- روبرت كيوك- مجلة فوربس.
- السيرة الذاتية لروبرت كيوك- على جود ريدز.
- قصة حياة روبرت كيوك- اليوتيوب.
- مؤشر بلومبرج المليارديرات- روبرت كوك.
- روبرت كيوك صاحب المركز 104 في قائمة فوربس لأثرياء العالم.